# Mesoleptus incitus
Mesoleptus incitus är en stekelart som först beskrevs av Forster 1876.  Mesoleptus incitus ingår i släktet Mesoleptus och familjen brokparasitsteklar. Inga underarter finns listade i Catalogue of Life.